# Vydrany
Vydrany est un village de Slovaquie situé dans la région de Trnava.

## Histoire
Première mention écrite du village en 1245.

## Démographie

### Évolution de la population
| Année:               | 1994. | 2004.   | 2014.    | 2024.    |
| -------------------- | ----- | ------- | -------- | -------- |
| Nombre de personnes: | 1310  | 1422    | 1601     | 1904     |
| Différence:          |       | +8,54 % | +12,58 % | +18,92 % |

| Année:               | 2023. | 2024.   |
| -------------------- | ----- | ------- |
| Nombre de personnes: | 1886  | 1904    |
| Différence:          |       | +0,95 % |